# 5월의 구름
《5월의 구름》(Clouds Of May, Mayis sikintisi)은 튀르키예에서 제작된 누리 빌게 제일란 감독의 1999년 드라마 영화이다. 에민 제일란 등이 주연으로 출연하였다.

## 출연

### 주연
- 에민 제일란
- 무자페르 오즈데미르
- 파트마 제일란
- 에민 토프락
- 무함멧 즘바오울루
- 사득 인제수